# 1 جمادى الآخرة
- السبت
- الأحد
- الاثنين
- الثلاثاء
- الأربعاء
- الخميس
- الجمعة

- 122 نوفمبر 2025
- 223 نوفمبر 2025
- 324 نوفمبر 2025
- 425 نوفمبر 2025
- 526 نوفمبر 2025
- 627 نوفمبر 2025
- 728 نوفمبر 2025
- 829 نوفمبر 2025
- 930 نوفمبر 2025
- 101 ديسمبر 2025
- 112 ديسمبر 2025
- 123 ديسمبر 2025
- 134 ديسمبر 2025
- 145 ديسمبر 2025
- 156 ديسمبر 2025
- 167 ديسمبر 2025
- 178 ديسمبر 2025
- 189 ديسمبر 2025
- 1910 ديسمبر 2025
- 2011 ديسمبر 2025
- 2112 ديسمبر 2025
- 2213 ديسمبر 2025
- 2314 ديسمبر 2025
- 2415 ديسمبر 2025
- 2516 ديسمبر 2025
- 2617 ديسمبر 2025
- 2718 ديسمبر 2025
- 2819 ديسمبر 2025
- 2920 ديسمبر 2025
- 121 ديسمبر 2025
- 222 ديسمبر 2025
- 323 ديسمبر 2025
- 424 ديسمبر 2025
- 525 ديسمبر 2025
- 626 ديسمبر 2025

1 جُمادى الآخرة أو 1 جُمادی‌ الثانية أو يوم 1 \ 6 (اليوم الأوَّل من الشهر السادس) هو اليوم التاسع والأربعون بعد المائة (149) من أيَّام السنة (أو الخمسون بعد المائة لو كان شهر ربيع الآخر مُتممًا لليوم الثلاثين أو الحادي والخمسون بعد المائة لو أتم كلًا من صفر وربيع الآخر ثلاثين يومًا) وفق التقويم الهجري القمري (العربي). يبقى بعده 205 أو 206 يومًا لانتهاء السنة.

## أحداث
- 958هـ - الأسطول العثماني يستولي على جزيرة مالطا ويقوم بتخريبها، وكانت مالطا من القواعد العسكرية البحرية المزعجة للمسلمين في البحر المتوسط، حيث تضم عددًا من الفرسان الصليبيين.
- 986هـ - السعديون يقضون على التواجد البرتغالي في المغرب بعد انتصارهم في معركة وادي المخازن.
- 1358هـ - الشيخ حسن البنا مؤسس حركة الإخوان المسلمين يعيد إصدار مجلة المنار التي كان يصدرها الشيخ محمد رشيد رضا، حيث استمرت 14 شهرًا فقط ثم توقفت.
- 1359هـ - اغتيال السياسي السوري الدكتور عبد الرحمن الشهبندر.
- 1362هـ - انعقاد أول مؤتمر للتعاونيات في مصر في مدينة المنصورة، تحت رئاسة فؤاد سراج الدين وزير الشئون الاجتماعية، واختيرت المنصورة باعتبارها من أوائل المدن في تأسيس النقابات، وقد لعب هذا المؤتمر دورًا في صدور «قانون الجمعيات التعاونية».
- 1368هـ - حسني الزعيم يقود أول انقلاب عسكري في سوريا ضد الرئيس شكري القوتلي ورئيس الحكومة خالد العظم.
- 1372هـ - احتجاب مجلة الرسالة عن الصدور بعد أن ظلت عشرين عامًا المجلة الأدبية الأولى في الوطن العربي والتي اشترك في تحريرها كبار الكتاب في مصر والوطن العربي، وكان يرأس تحريرها الأديب أحمد حسن الزيات.
- 1375هـ -
  - المملكة الأردنية الهاشمية تعلن رفضها الانضمام إلى حلف بغداد الذي كانت المملكة المتحدة تقوده ويضم العراق وتركيا وباكستان.
  - الفرنسي جان دوبياس مدير التعليم الثانوي في تونس يُعِدّ خطة من ستين صفحة سميت مشروع إصلاح التعليم بتونس، دعا فيها إلى إلغاء التعليم الأصلي الديني على اعتبار أنه مكلف.
- 1382هـ - أمير الكويت الشيخ عبد الله السالم الصباح يصدر أمر أميري بتعيين الشيخ صباح السالم الصباح وليًا للعهد.
- 1419هـ - القوات الصربية تجدد هجومها على المتمردين في كوسوفو، وقد أجبر الآلاف من المدنيين على ترك منازلهم بعد أن قامت الشرطة الصربية والجنود والمدنيون المسلحون بالتدفق إلى شمال الإقليم.
- 1425هـ - كتائب شهداء الأقصى التابعة لحركة فتح ترفض قرار رئيس السلطة الوطنية الفلسطينية ياسر عرفات القاضي بتعيين موسى عرفات مديرًا عامًا للأمن العام.
- 1430هـ - أمين عام حزب الله حسن نصر الله يقول في خطابة بمناسبة عيد المقاومة والتحرير إن تقرير مجلة دير شبيغل الألمانية الذي اتهم الحزب باغتيال رئيس وزراء لبنان الأسبق رفيق الحريري خطير جدًا ويعتبره مؤامرة جديدة لإيقاع الفتنة بين السنة والشيعة في لبنان، ويعتبره أخطر من حادثة عين الرمانة.
- 1431هـ - إثيوبيا وأوغندا ورواندا وتنزانيا يوقعون بالأحرف الأولى على اتفاقية إطارية لتقاسم مياه نهر النيل بعد مفاوضات منذ ما يقارب العشر سنوات، وكينيا تصدر بيانًا تأييدًا للاتفاقية دون التوقيع عليها، بينما لم يحضر مندوبو الكونغو الديمقراطية وبوروندي، بينما رفضت مصر والسودان هذه الاتفاقية.
- 1432هـ - حركتا فتح وحماس توقعان في القاهرة اتفاقًا لتحقيق المصالحة الفلسطينية برعاية مصرية وذلك بحضور رئيس السلطة الوطنية الفلسطينية محمود عباس وزعيم حركة حماس خالد مشعل.
- 1437هـ - اختيار أحمد أبو الغيط أمينًا عامًّا جديدًا لجامعة الدول العربية خلفًا لنبيل العربي اعتبارًا من أول يوليو.

## مواليد
- 1172 هـ - عبد الوهاب بن محمد الفيروز، فقيه حنبلي وكاتب ديني سعودي.
- 1283 هـ - عدنان الغريفي، فقيه وشاعر وكاتب عراقي.
- 1328 هـ - عبد الرحمن الإرياني، ثاني رئيس للجمهورية العربية اليمنية.
- 1359هـ - نور سلطان نزاربييف، رئيس كازاخستان.
- 1380هـ - نسرين، ممثلة مصرية.
- 1387هـ - عمرو خالد، داعية إسلامي مصري.

## وفيات
- 379هـ - أبو بكر الزبيدي، أندلسي من أعلام اللغويين العرب.
- 1359هـ - عبد الرحمن الشهبندر، سياسي سوري.
- 1402هـ - سلطان الأطرش، زعيم درزي سوري وقائد الجهاد ضد الفرنسيين في الثورة السورية الكبرى.
- 1405هـ - محمود شكوكو، ممثل ومونولوجيست مصري.
- 1408هـ -
  - عبد الغفار خان، سياسي أفغاني.
  - جلال الدين الحمامصي، صحفي مصري.
- 1425هـ - أسد الله موسوي ماكوئي، معلم وعالم اجتماع ومؤرخ إيراني.
- 1432هـ - خالد الأحمد الجابر الصباح، وزير الديوان الأميري الكويتي.

## وصلات خارجية
- موقع قصة الإسلام: حدث في شهر جُمادى الآخرة.